# Geoparco del Ries
Il Geoparco del Ries è certificato come Geoparco Nazionale Tedesco dal maggio 2006. Esso comprende, oltre al cratere di impatto del Nördlinger Ries, l’area periferica del Ries e le aree con le masse di eiezione ancora oggi conservate. Il progetto Geopark mira a rendere il patrimonio geologico naturale più accessibile al pubblico e a renderlo utilizzabile per lo sviluppo turistico regionale. Nel 2022 il Geoparco è stato premiato dall’UNESCO come Geoparchi mondiali UNESCO.

## Geografia e origine
Con una superficie di 1.800 km², è quasi sei volte più grande della città di Monaco. A ovest i Alpi sveve confina con il Geopark del Ries a est si estende verso il Giura Francone. Il gigantesco impatto di un meteorite 14,5 milioni di anni fa, ha determinato la formazione del cratere di Nördlinger Ries. È il cratere d’impatto meglio conservato d’Europa. Il bacino craterico ha un diametro di 25 km. Il bordo del cratere si erge a circa 150 metri di altezza. Il Geoparco del Ries è una rete nazionale e provinciale. La maggior parte della superficie è situata in Baviera, mentre una piccola parte è situata nel Baden-Württemberg. In totale sono coinvolti cinque contee con 53 comuni. La configurazione del geoparco è quindi un processo di sviluppo complesso.

## Turismo
Il punto di partenza per i turisti sono i centri informativi del Geoparco. I centri di informazione sono situati a Nördlingen, Oettingen e Treuchtlingen. I punti di informazione più piccoli si trovano a Deiningen, Wemding, Monheim, Nördlingen, Kirchheim am Ries e Harburg.
Il Museo del Cratere, che si trova a Nördlingen, offre ampie informazioni sulla formazione del cratere. Vi viene mostrato quale è stato l’impatto degli asteroidi sul paesaggio e l’evoluzione della vita in seguito all'evento.

### Geologia / escursionismo
Quattro sentieri tematici e sei geotopi ampliati con sentieri didattici consentono agli ospiti di conoscere meglio la geologia e la storia degli insediamenti. Inoltre, cinque dei cento geotopi più belli della Baviera si trovano nel Geoparco del Ries.